# Koksovna ČSA
Koksovna ČSA (případně psáno bez zkratky Koksovna Československá armáda nebo Koksovna Československé armády), dříve zvaná Koksovna Jan, byla nejstarším koksochemickým závodem báňských koksoven OKK. Nacházela se v karvinské části Ostravsko-karvinského revíru v obci Karviná-Doly.

## Historie
Historie koksovny v Karviné začíná v 19. století. Začátek  koksování v Karviné byl udáván výrazem "v letech šedesátých" jako např. v díle ředitelské konference, v článku, jehož autorem je Ing. Jerie. Další upřesnění přináší zpráva uvedená ve vceňovacím operátu obce Karviná, který byl podepsán v Těšíně v roce 1848. O koksovně se zmiňuje na dvou místech své úvodní části, a to v odstavci Topografie, kde je mimo jiné uvedeno: „V malé vzdálenosti na sever je jeden kamenouhelný důl se 3 parními stroji a jednou koksovací pecí pod vedením horního mistra horního institutu.“ Na dalším místě se pak zmiňuje vceňovací operát o koksovně v § 14 - průmysl: „Z průmyslu se zde nachází... kamenouhelný důl s 1 koksovací pecí . Těžbu a provoz zajišťují 3 parní stroje a asi 100 dělníků.“ 
O který důl se však jedná, není možné zjistit, protože Důl Jan byl založen v roce 1860 a Důl Karel v roce 1859, tedy oba doly byly zřízeny v areálu dnešního komplexu důl, koksovna a elektrárna a to po roce založení koksovny. Je však známo, že v této době bylo v okolí již několik desítek šachtic, odkud se uhlí v koksovně zpracovávalo. Ve vceňovacím operátu musíme věnovat pozornost §3 - obyvatelstvo: Zde je uvedeno, že „po sčítání lidu v roce 1843 je v obci...“ Z toho vyplývá, že skutečnosti uvedené ve vceňovacím operátu jsou staršího data, než podepsání v Těšíně na poslední straně dokumentu: Těšín dne 4. března 1848.
Rok 1843 lze považovat jako skutečný počátek koksování kamenného uhlí v Karviné. Je však možné, že bývalý majitel karvinského panství hrabě Jindřich Larisch, jako spolumajitel Rudolfovy huti ve Vítkovicích, zkoušel koksování černého uhlí vedle svých dolů na svém panství mezi léty 1835 - 1843. Jak píše Ing. Dr. Ant. Bechný v knize SIA - Technická práce na Ostravsku 1936 - 1946, str. 63 a dále, byla Rudolfova huť pronajata v r. 1835 těžířstvu „Wiener Gewerkschaft“ a započato se stavbou dvou koksovacích baterií a dvou vysokých pecí. V roce 1841 došlo k úpadku firmy. Hrabě Jindřich Larisch takto ztratil svůj vliv ve Vítkovicích. Zkušenosti s koksováním přenesl nepochybně na své karvinské panství.
Historie závodu koksovny Jan, od roku 1946 koksovny President Beneš a od roku 1951 Koksovny Čs. armády, je spjata s historií obce Karviná a původními majiteli panství - hraběcím rodem Larisch-Mönnichů a v neposlední řadě s počátky dolování a později i s Dolem ČSA a Elektrárnou ČSA (nyní Teplárna Dalkia), které tvořily jeden průmyslový komplex. Velký vliv na rozvoj měla výstavba železniční trati Severní dráhy
Ferdinandovy.

## Útlum výroby
V sedmdesátých letech 20. století byl připraven projekt rozvoje báňských koksoven OKK (Ostravsko-karvinské koksovny) který zahrnoval výstavbu Nového závodu OKK ve Stonavě a útlum výroby koksu na zastaralých koksovacích bateriích. V roce 1977 vládá rozhodla o výstavbě 11. koksovací baterie na koksovně Nové huti Klementa Gottwalda v Ostravě (nyní součást ArcelorMittal Ostrava) a pozastavení výstavby ve Stonavě. Ve Stonavě byla provedena příprava území zahrnující výkup pozemků a nemovitostí, terénní úpravy a přeložky inženýrských sítí. S útlumem hutnických výrob a záměnou otopového koksu za plyn vznikal postupně přebytek koksu. Vzhledem k opotřebení a zastaralosti technologie bylo v roce 1997 rozhodnuto o zastavení provozu Koksovny ČSA. Letní povodně sice silně poškodily Koksovnu Jan Šverma v Ostravě, přesto byla zastavena Koksovna ČSA a do obnovení provozu Koksovny Jan Šverma byly investovány nemalé prostředky.

## Vývoj koksárenských pecí

### Koksovací milíř
Kolem děrovaného komína bylo nasypáno kusové uhlí a přikryto hlínou. Po zapálení s nedostatkem vzduchu docházelo ke karbonizaci, prchavé látky a spaliny odcházely vnitřním komínem.

### Ohradové - Schaumburské pece
Mezi dvě stěny se svislými kanálky se navezla vrstva uhlí a překryla hlínou. Jeden kanálek sloužil k přívodu vzduchu do spodní vrstvy uhlí, kanálek v protější stěně sloužil k odvodu spalin a prchavých látek.

### Úlová pec
Klenutá pec se vstupním bočním otvorem, kterým se zavezla vsázka uhlí a sloužil ke vstupu vzduchu. Horní otvor sloužil k zavezení vsázky do horní části klenby a k odvodu spalin a prchavých látek. Koksovací doba byla až 60 hodin a výtěžek koksu byl malý. Velká část uhlí shořela.

### Lürmann
Tlakové pece s délkou 6 až 6,5 m, vysoké 1,5 m a široké 0,75 m postavené z granulované strusky, spaliny předehřívaly vzduch ke 
spalování asi na 1000 °C v dvouprostorovém ohřívači. Ředitelství hraběcích Larisch-Mönnichových závodů dohodlo 2. března 1883 výstavbu 4 pecí, jejichž provoz byl 31. ledna 1884 zastaven, pro nemožnost udržet pravidelný provoz.

### Gobiet
V roce 1885 bylo v provozu 106 pecí.

### Frenzl
V roce 1885 bylo v provozu 51 pecí.

### Fulda
V roce 1885 bylo v provozu 10 pecí.

### Stieber
V roce 1885 bylo v provozu 14 pecí.

### Otto
Tyto pece byly provozovány na okolních koksovnách a tyto pece byly již moderní konstrukce, které byly dále modernizovány. Jde asi první typ pecí se zpracováním chemických produktů (koksárenský plyn, dehet aj.).

### Otto-Hoffmann
V Karviné byly provozovány 4 tyto baterie v letech 1898 až 1904: 
- Skupina  I. - šířka 0.63 m, výška 1,7 m, délka 9,68 m, počet pecí 38, denní výroba na pec cca 30 centů
- Skupina II. - šířka 0.63 m, výška 1,7 m, délka 9,68 m, počet pecí 38, denní výroba na pec cca 30 centů, úprava Biedermann

V roce 1906 byla zahájena výstavba  V. a VI. baterie. Projekt byl schválen 28. listopadu 1906.

### Lares
Původně pece Otto-Hoffmann s úpravami stavitele Larese.

### Koppers
V roce 1923 bylo rozhodnuto o výstavbě skupiny 22 pecí (šířka 0,34 m, výška 3 m, délka 10 m), denní výroba na pec cca 30 centů. Cyklus obsazování pece trval 12 hodin. 
Skupina II. byla vystavěna v roce 1929, 27 pecí, rozměry pece shodné se skupinou I.
V letech 1942 až 1943 byla vyprojektována rozsáhlá výstavba, zahrnující výstavbu skupiny IV s 38 pecemi a rozsáhlá výstavba
provozu chemie firmou Hugo Ibing. Tato výstavba nebyla do r. 1945 dokončena, projekty byly odvezeny do Německa, odborníci
odešli a výstavba pokračovala až po osvobození Československa a provoz zahájen v roce 1949.  
Výstavba skupiny V byla zahájena v roce 1953 a uvedena do provozu 1955. Jedná se o stejnou skupinu jako Skupina IV. Skupina I. a II. byla zrušena v roce 1957.
Zahájení výstavby VI. a VII. skupiny na přelomu roku 1970 a 1971 odstartovalo výstavbu uhelné věže modernizaci třídíren a
dalších provozů. Výstavba byla dokončena v roce 1972, v prosinci měl být zahájen zkušební provoz. První koks byl vytlačen 5.
ledna 1973.

### Still
V roce 1938 byla vyprojektována výstavba skupina 25 pecí, která byla uvedena do provozu v roce 1940. Zrušena byla v roce 1970.

### Vítkovice
Projekt vytvořil Hutní projekt Frýdek Místek, dodavateli technologie byly firmy VŽKG n.p., dodavatel stavební část VOKD n.p., závod 37 a 34, EZ Praha - dodávky elektrozařízení, Teplotechna n.p. provedla vyzdívku pecí a stavbu komína, Hutní montáže n.p. Ostrava provedly montáže potrubí, ZVÚ Hradec Králové - Montas provedl výstavbu technologie provozu chemie, ČKD Praha provedl dodávku turboodsavače a kompresorů, ZPA Praha, závod Ostrava dodávka a montáž měření a regulace, Ústřední dílny OKD, Ostrava, menší dodávky zařízení a montáže. 
Zahájení výstavby VI. a VII. skupiny na přelomu roku 1970 a 1971 odstartovalo výstavbu uhelné věže, modernizaci třídíren a
dalších provozů. Výstavba byla dokončena v roce 1972, v prosinci měl být zahájen zkušební provoz. První koks byl vytlačen 5.
ledna 1973.

## Provozy koksovny
Provoz dnešních koksoven je rozdělen na tři výrobní střediska: Uhelná služba, koksové pece a provoz chemie.

### Uhelná služba
Slouží k přípravě a zpracování uhelné vsázky (uhelný prach do 3 mm, voda do 6 %, přísady – mazut do 3 %), pásová doprava z dolu, železniční doprava z okolních, dolů, skládka železničních vagonů, zásobníky uhlí, mlýnice, uhelné věže – slouží k plnění výtlačného stroje, v zimě rozmrazovací hala železničních vagonů.

### Koksové pece
Koksové pece jsou stavebně složitý provoz, který slouží k výrobě a zpracování koksu – skládá se z jednotlivých koksovacích komor mezi nimiž jsou topné stěny, ve kterých se spaluje téměř polovina vyrobeného koksárenského plynu, pod komorami jsou regenerátory, které slouží k předehřevu vzduchu. Pod regenerátory jsou na základové desce kouřové kanály, sloužící k odvodu spalin do komína. Výtlačný a pěchovací stroj – slouží k snímání dveří koksovací komory na strojní straně koksovací baterie, vytlačení vyrobeného koksu, odběru uhlí, z uhelné věže, pěchování uhelné vsázky, obsazení pece uhelnou vsázkou a uzavření koksovací komory. Na snímání dveří koksovací komory na koksové straně koksovací baterie je vodící vůz, který zároveň slouží k vedení koksu do hasicího vozu. Hasicí vůz odveze žhavý koks pod hasicí věž, kde dojde ke zchlazení koksu pomocí proudu vody a po odtečení přebytku vody vyklopí koks na šikmou rampu. Na šikmé rampě se dohasí zbytky žhavého koksu, odpaří se zbytek vody a koks se spustí na rampový pás, který dopraví koks do hrubé třídírny, kde se kusový koks drtí, nebo třídí na roštových třídičích – slévárenský koks 1 (nad 90 mm), slévárenský koks 2 (60 až 90 mm)  a oddělí se drobnější koks, který se třídí v jemné třídírně na ořech 1 (40 až 60 mm), ořech 2 (20 až 40 mm), hrášek (10 až 20 mm) a prach(pod 10 mm). Z jednotlivých zásobníků se nakládají železniční vagony.  

### Výroba chemických produktů
Výroba chemických produktů začíná na předloze, kde dojde k ochlazení těkavých produktů suché destilace (vysokoteplotní karbonizace) z cca 800 °C na teplotu 100 až 130 °C. Zde dojde ke kondenzaci podstatné části dehtu a čpavkové vody. Plyn je odsáván z předlohy do přes primární nepřímé chladiče, kde se chladí na 20 až 30 °C, oddělí se další část dehtu a vody a turboodsávačem je plyn stlačen k další dopravě chemickými provozy a oddělí se další část dehtu a vody. V elektrofiltrech se zachytí poslední zbytky vody a dehtu. Čpavková voda a dehet se svádí do sběrné nádrže, odkud se čerpá k chlazení předlohy a přebytek odchází do dělicí nádrže k oddělení dehtu a vody. Přebytek čpavkové vody se odvádí do provozu fenolky, kde se vypere fenol benzolem  z vody a fenol se zpracuje na fenolát sodný. Plyn vstupuje do čpavkárny, kde se mísí s čpavkovými výpary z čpavkové vody, které se uvolní zahřátím. Plyn se předehřívá a vede do
sytiče, kde reaguje čpavek s kyselinou sírovou a vzniká krystalický síran amonný. Ten se od kyseliny oddělí v odstředivce, a suší se. Plyn se odvádí do koncových chladičů, kde se chladí vodou, která sráží podstatnou část naftalenu, která se zachytává mechanicky, nebo se vypírá pracím olejem, nebo dehtem. V benzolových pračkách se z plynu zachytí benzol , který se oddestiluje v provozu benzolky. Technicky čistý koksárenský plyn se používá pro ohřev koksovacích pecí a pro technologické průmyslové ohřevy. Pro použití v domácnosti jako svítiplyn se dále čistí od zbytků naftalenu,  oxidu siřičitého, sirouhlíku, kyanovodíku a dalších sloučenin. Pro dálkovou přepravu se dále stlačuje a suší v tlakové stanici turbodmychadly.